# Музыкальная подвеска
Музыкальная подвеска (разг. ветерок) — связка мелких предметов, издающих перезвон при дуновении ветра, широко используемая в ландшафтном дизайне, особенно при украшении крылец, веранд, террас, навесов и т. д., примыкающих к дому. Используется и как музыкальный инструмент.

## Устройство
При изготовлении ветерка могут использоваться самые разнообразные, но как правило твёрдые, издающие мелодичный перезвон материалы: металлы, дерево, пластик, стекло, ракушки, камешки. Издаваемый звук зависит также от длины, ширины и толщины используемых материалов. В искусстве фэн-шуй (дословно ветер-вода) существует целая методология выработки нужного тона звука для подвески. Современные ветерки изготавливаются как кустарным (ручным), так и заводским способом. В центре прибора размещен шарик или пластина, которая ударяется об окружающие её подвесные палочки и издает приятный звук (как правило при дуновении ветра).

## Виды музыкальных подвесок
Существуют разнообразные виды подвесок, среди них наиболее выделяются традиционные японские фурины (風鈴 — ふうりん). Музыкальные подвески наиболее широко распространены в южных регионах как антистрессовое средство и предмет декора.

## Подвески по странам
Самым лучшим перезвоном отличаются подвески, сделанные в России и Китае — они более лёгкие и звучные даже при самом слабом бризе. Американские и канадские подвески, как правило, тяжеловесны и скорее напоминают скульптуры (ангелов, например), чем музыкальные инструменты, и поэтому издают перезвон только при очень сильном ветре.

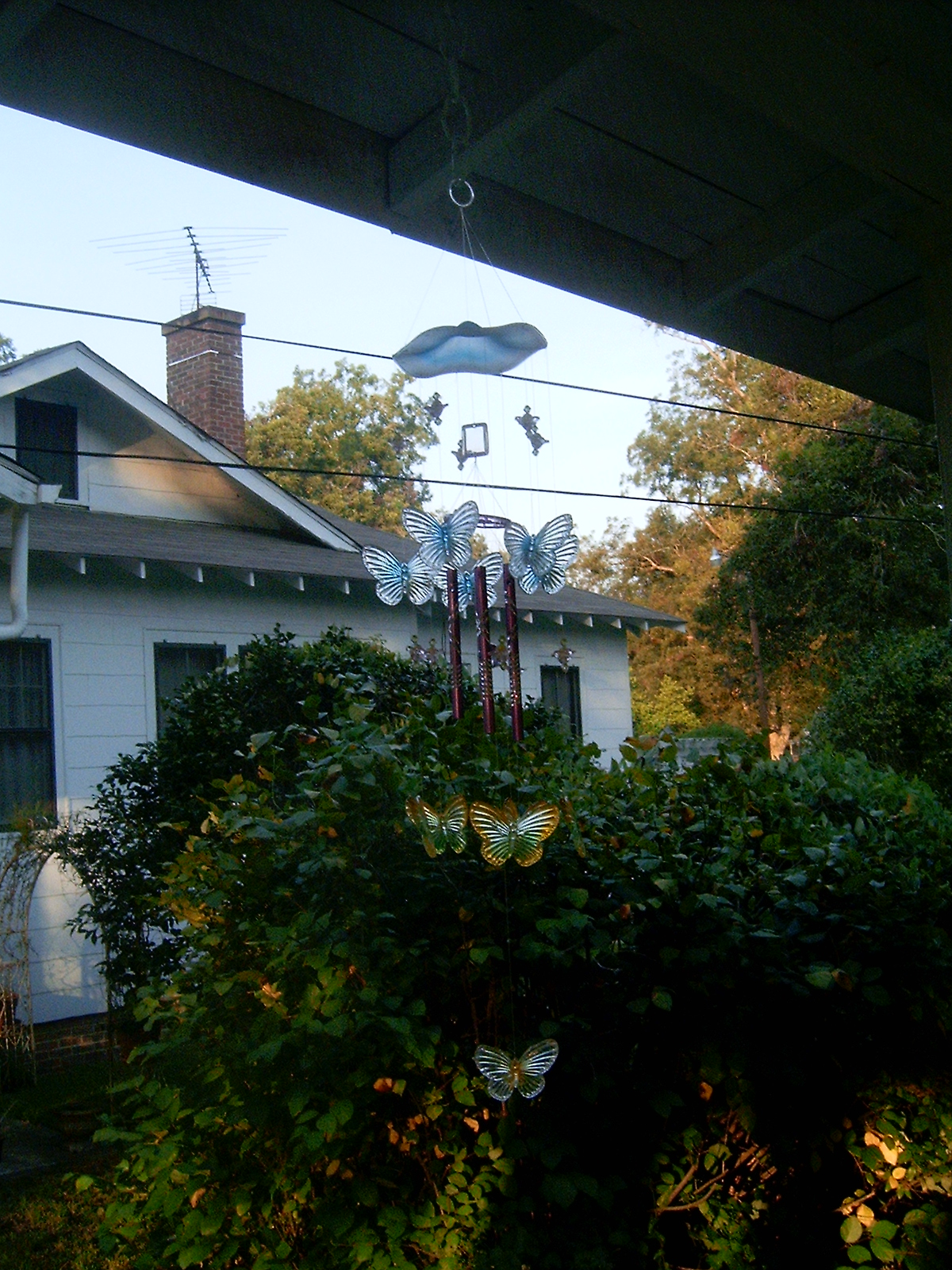
Российская музыкальная подвеска с бабочками для лёгкого речного или озерного бриза
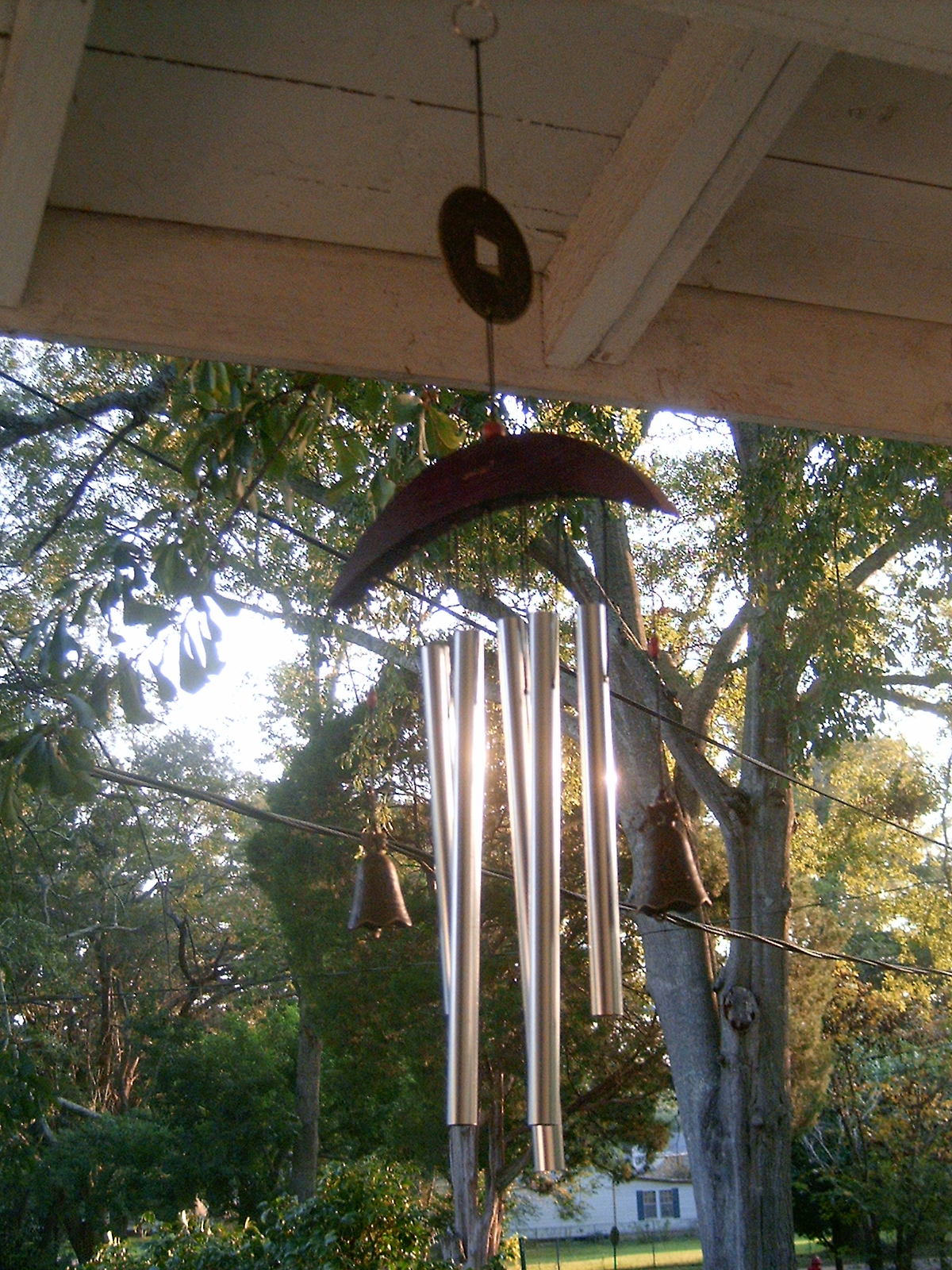
Канадская музыкальная подвеска больше подходит для приморских районов северных и умеренных широт с сильными ветрами
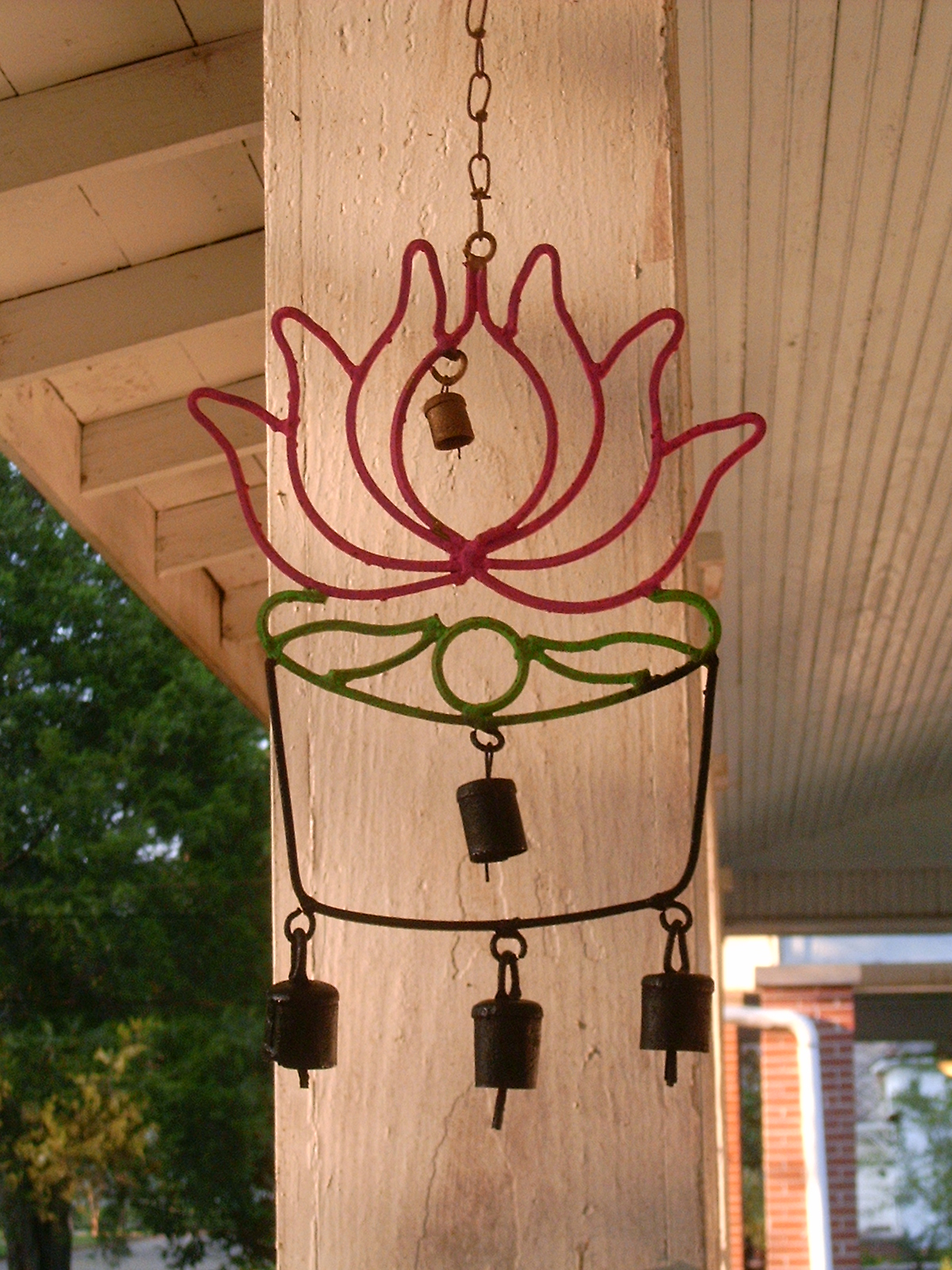
Антикварная музыкальная подвеска с колокольчиками